# Glaciar Gorner
 El glaciar Gorner (en alemán: Gornergletscher)    es un glaciar de valle que se encuentra en el lado oeste del macizo del Monte Rosa, cerca de Zermatt en el cantón de Valais, Suiza. Tiene 12,4 km de largo (2014) y 1 a 1,5 km de ancho. Toda la zona glaciar relacionada con el glaciar Gorner tiene 57 km²         (1999), lo que le convierte en el segundo sistema glaciar más grande de los Alpes después del sistema del glaciar Aletsch; sin embargo, ocupa el tercer lugar en longitud por detrás del glaciar Aletsch y del Fiescher, respectivamente. Numerosos glaciares más pequeños están conectados con el glaciar Gorner. Sus (antiguos) afluentes son (en el sentido de las agujas del reloj en este mapa): Gornergletscher (que da nombre a todo el sistema, pero la parte superior está casi desconectada de la parte inferior en la actualidad), Monte Rosa Gletscher, Grenzgletscher (hoy en día, con mucho, su afluente principal), Zwillingsgletscher, Schwärzegletscher, Breithorngletscher, Triftjigletscher y Unterer Theodulgletscher (aunque los últimos tres están desconectados en realidad ahora). 
El Grenzgletscher,  entre el macizo central del Monte Rosa y el Liskamm al sur es hoy en día, con mucho, el principal afluente del glaciar Gorner. La parte superior del glaciar Gorner está casi desconectada de su parte inferior. También los antiguos afluentes Breithorngletscher, Triftjigletscher y Unterer Theodulgletscher perdieron sus conexiones con el glaciar Gorner durante el último siglo; El glaciar Theodul inferior se desconectó en la década de 1980. 

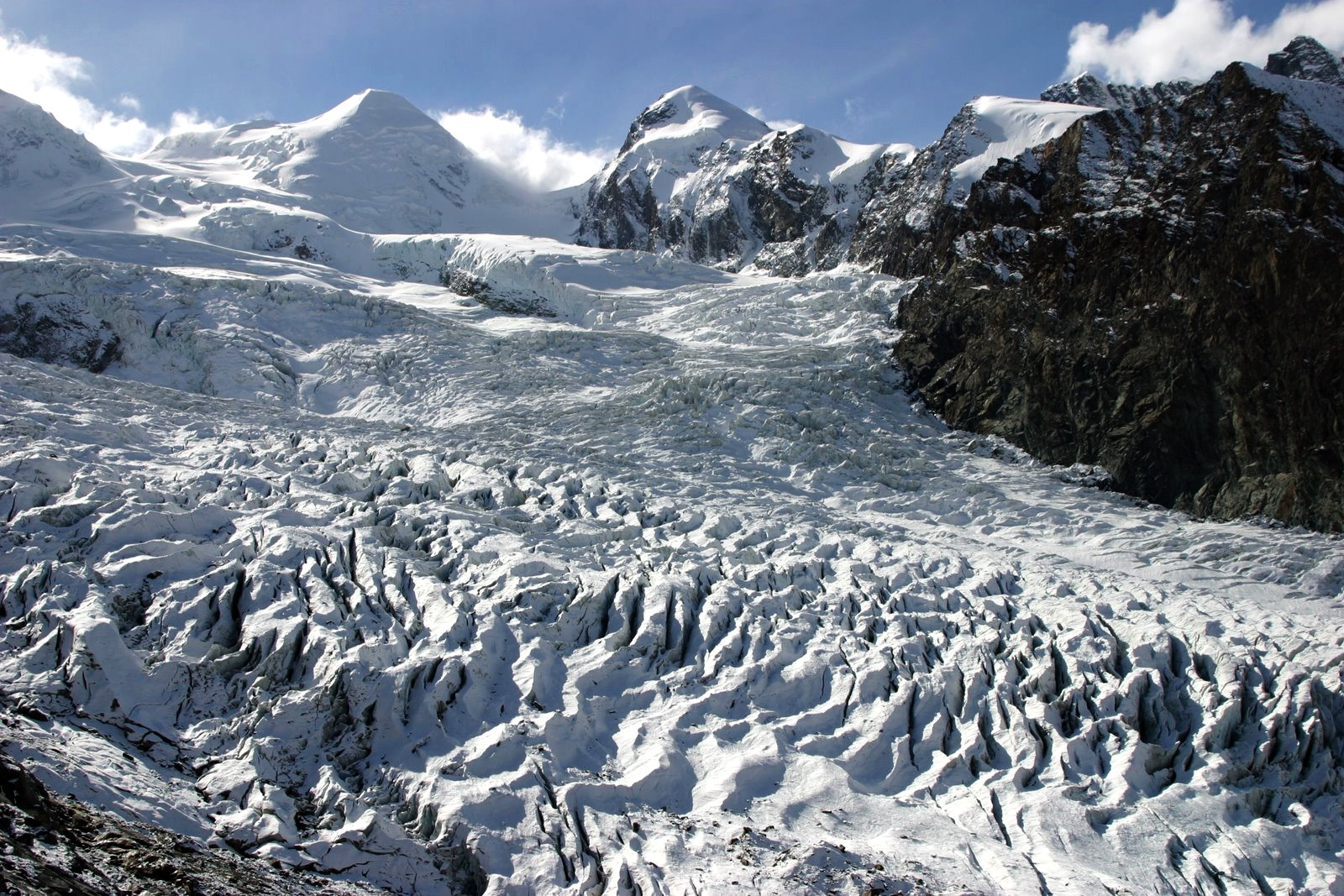
Grenzgletscher en frente con las montañas Castor y Pollux sobre el Zwillingsgletscher en la parte posterior (como se ve cerca del antiguo Monte Rosa Hut, 2006)

Una característica interesante de este glaciar es el Gornersee, un lago de hielo marginal en el área de confluencia del Gorner y Grenzgletscher. Este lago se llena todos los años y se drena en verano, por lo general como una inundación de lagos glaciares. Este es uno de los pocos lagos glaciares en los Alpes que exhiben este tipo de comportamiento. 
También hay varias características de superficie interesantes que incluyen grietas y formas de "mesa" donde grandes rocas de superficie se han quedado trenzadas sobre la superficie de los glaciares. Estas rocas tabulares están soportadas por el hielo que la roca ha protegido de la fusión y ha afectado al hielo circundante más expuesto.
Es la fuente del río Gornera, que fluye hacia abajo a través de Zermatt. Sin embargo, la mayor parte de su agua es capturada por una estación de captación de agua de la central hidroeléctrica Grande Dixence. Esta agua termina en el Lac des Dix, el principal embalse de Grande Dixence. 
El glaciar, así como las montañas circundantes, se pueden ver desde el Gornergrat (3100 m), conectado desde Zermatt por el ferrocarril Gornergrat. 

## Glaciar (s) en retirada
Como casi todos los otros glaciares en los Alpes, y también la mayoría de los glaciares en el mundo, debido al calentamiento global, el Glaciar Gorner es un glaciar en retirada, y de una manera bastante dramática. Hoy en día (2014), el glaciar Gorner se retira a una velocidad de unos 30 m cada año, pero con una pérdida récord de 290 m en 2008. Desde su última gran expansión (en la era moderna, después del último período glacial) en 1859, ha perdido más de 2.500 m.
Actualmente (c. 2015) esto es bastante obvio porque el visitante generalmente identifica erróneamente el afluente principal del glaciar Gorner como su parte superior: el Grenzgletscher en el lado sur del macizo central del Monte Rosa, visible. Sin embargo, el glaciar Gorner superior se encuentra tradicionalmente en el lado norte. La razón es que la parte superior del glaciar Gorner está perdiendo contacto con su parte inferior y ahora el Grenzgletscher se ha convertido en su afluente siendo mucho más grande.